# Eleccions al Parlament Europeu de 1989 (França)
Les eleccions al Parlament Europeu de 1989 a França van ser les eleccions celebrades el 18 de juny per a escollir als 81 eurodiputats francesos per a la III legislatura del Parlament Europeu. Les eleccions es van quedar en el 48,8% de participació, més de 10 punts per sota de les eleccions de 1984 i 15 menys que el 1979, i van ser guanyades per la coalició entre la Unió per a la Democràcia Francesa i Reagrupament per la República.

## Context
Les eleccions al Parlament Europeu de 1989 a França van tenir com a un dels esdeveniments principals la divisió de la Unió per a la Democràcia Francesa, on la seva candidata a les eleccions de 1979 i 1984 Simone Veil, va presentar la llista "El Centre per Europa" amb dissidents del partit, i es va confrontar a la llista "La Unió UDF-RPR", amb el suport de la cúpula d'Unió per a la Democràcia Francesa, Reagrupament per la República i el Centre Nacional d'Independents i Agraris.
A més, el Front Nacional liderat per Jean-Marie Le Pen va centrar la seva campanya contra la construcció de la Comunitat Europea, acusant als estats d'una deriva "cap a una Europa globalista i tercermundista" i apostaven per defensar un "model d'Europa de les pàtries, respectuosa amb la sobirania".

## Resultats
La unió de Reagrupament per la República i Unió per a la Democràcia Francesa va guanyar les eleccions amb el 28,9% dels vots i 26 eurodiputats, perdent quasi 15 punts i 15 escons respecte a les eleccions de 1984. El Partit Socialista va aconseguir un 23,6% dels vots i 22 representants al Parlament Europeu, mentre que el Front Nacional va repetir resultat amb 10 eurodiputats. Els Verds i la candidatura de Simone Veil van aconseguir representació amb 9 i 7 escons, respectivament, mentre el Partit Comunista Francès va perdre 3 representants i es va quedar amb 7.
| Candidatura                                                            | Facció europea        | Sufragis   | Sufragis | Escons           | Escons           |
| Candidatura                                                            | Facció europea        | Vots       | %        | Dip.             | Dif.             |
| ---------------------------------------------------------------------- | --------------------- | ---------- | -------- | ---------------- | ---------------- |
| La Unió UDF-RPR (UDF-RPR-CNIP)                                         | LDRE / PPE            | 5.242.038  | 28,90%   | 26               | ▼ 15             |
| Majoria de Progrés per a Europa (PS-MRG-ADD)                           | UPSCE                 | 4.286.354  | 23,63%   | 22               | ▲ 2              |
| Europa i Pàtria (FN)                                                   |                       | 2.129.668  | 11,74%   | 10               | Es manté         |
| Els Verds - Europa - Ecologia (LV-UPC)                                 | CEPV / ALE (LV / UPC) | 1.922.945  | 10,60%   | 9                | ▲ 9              |
| El Centre per Europa (dissidents d'UDF)                                | LDRE / PPE            | 1.519.346  | 8,38%    | 7                | ▲ 7              |
| Llista d'Unitat presentada pel Partit Comunista Francès (PCF)          |                       | 1.401.171  | 7,72%    | 7                | ▼ 3              |
| Caça - Pesca - Tradició (CPNT)                                         |                       | 749.741    | 4,13%    |                  |                  |
| Lluita Obrera                                                          |                       | 258.663    | 1,43%    |                  |                  |
| Llista apolítica per a la protecció dels animals i el seu entorn (FAA) |                       | 188.573    | 1,04%    |                  |                  |
| L'Aliança                                                              |                       | 136.230    | 0,75%    |                  |                  |
| Per una Europa dels Treballadors i la Democràcia (MPPT)                |                       | 109.523    | 0,60%    |                  |                  |
| Renovadors d'Europa (dissidents del PCF)                               |                       | 74.327     | 0,41%    |                  |                  |
| Generació Europa                                                       |                       | 58.995     | 0,33%    |                  |                  |
| Unitat per una França Lliure (POE)                                     |                       | 32.295     | 0,18%    |                  |                  |
| Iniciativa per a la Democràcia Europea (IDE)                           |                       | 31.547     | 0,17%    |                  |                  |
| Vots a candidatures                                                    | Vots a candidatures   | 18.141.416 | 97,11%   | 81               | Es manté         |
| Vots nuls o no vàlids                                                  | Vots nuls o no vàlids | 539.276    | 2,89%    | France Politique | France Politique |
| Vots emesos                                                            | Vots emesos           | 18.680.692 | 51,21%   | France Politique | France Politique |
| Cens total                                                             | Cens total            | 38.287.496 |          | France Politique | France Politique |